# Пчовжа (селище)
Пчовжа (рос. Пчёвжа) — селище у Кіриському районі Ленінградської області Російської Федерації.
Населення становить 1288 осіб. Належить до муніципального утворення Пчовжинське сільське поселення.

## Історія
Згідно із законом від 1 вересня 2004 року № 49-оз належить до муніципального утворення Пчовжинське сільське поселення.

## Населення
| 2007 | 2010  | 2017  |
| ---- | ----- | ----- |
| 1345 | ↘1041 | ↗1288 |